# Simsia
Simsia là một chi thực vật có hoa trong họ Cúc (Asteraceae).

## Loài
Chi Simsia gồm các loài: